# Yasawa (île)
Pour les articles homonymes, voir Yasawa.
Yasawa, aussi appelé Assawa et Ysava, est une île de l'archipel Yasawa, un archipel situé dans la Division occidentale des îles Fidji. L'île couvre une superficie de 32 km2 et a une altitude maximale de 244 m. La population de l'île était de 1 120 en 1983.